# Bergparelmoervlinder
De bergparelmoervlinder (Boloria napaea) is een vlinder uit de familie Nymphalidae, de vossen, parelmoervlinders en weerschijnvlinders.

## Verspreiding
De soort komt in Europa voor in drie verschillende gebieden. In de Alpen, berggebieden in noordelijk Scandinavië en zeer plaatselijk in het oostelijk van de Pyreneeën. In Noord-Amerika is ze te vinden in Alaska, het noordwesten van Canada en in kleine losse populaties in het Canadese deel van de Rocky Mountains, Alberta en in Wyoming. In Azië komt de bergparelmoervlinder voor in Siberië, de Altaj en de Oblast Amoer.

## Levenswijze
De bergparelmoervlinder heeft in Europa viooltjes, in het bijzonder Viola biflora, en knolduizendknoop (Polygonum viviparum) als waardplant. In Noord-Amerika wordt behalve knolduizendknoop ook Polygonum bistortoides als waarplant gebruikt. De vrouwtjes leggen de eitjes een voor een op deze planten en de rupsjes eten hier na het uitkomen van. Afhankelijk van de weersomstandigheden overwinteren de rupsen één of twee keer.
De vliegtijd is in juni, juli en augustus.

## Biotoop
De vlinder leeft in Europa in hoogvenen, heideterreinen en bergweiden. In Noord-Amerika en Azië wordt de soort daarnaast ook op vochtige toendra’s gevonden.

## Boloria napaea napaea

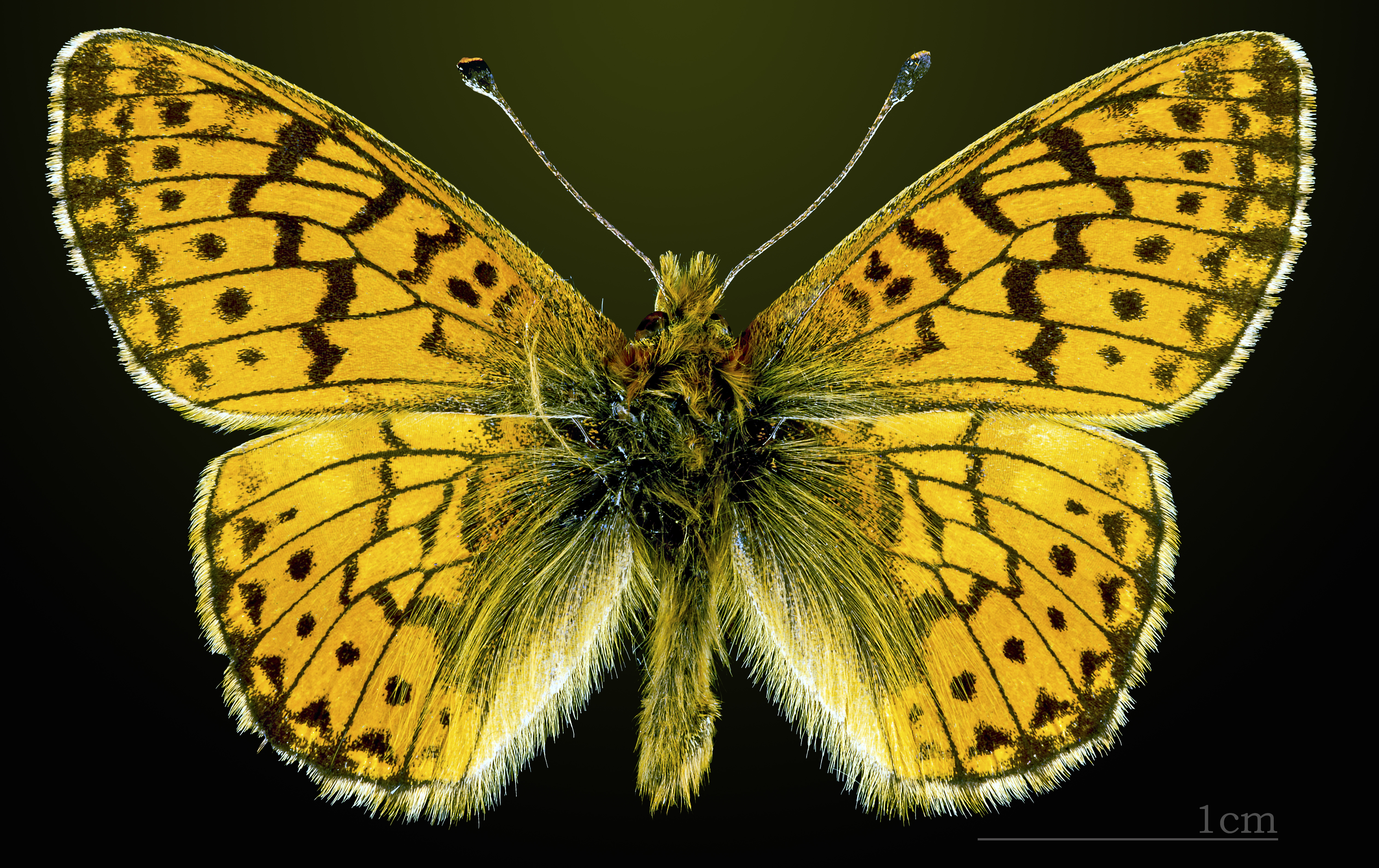
♂
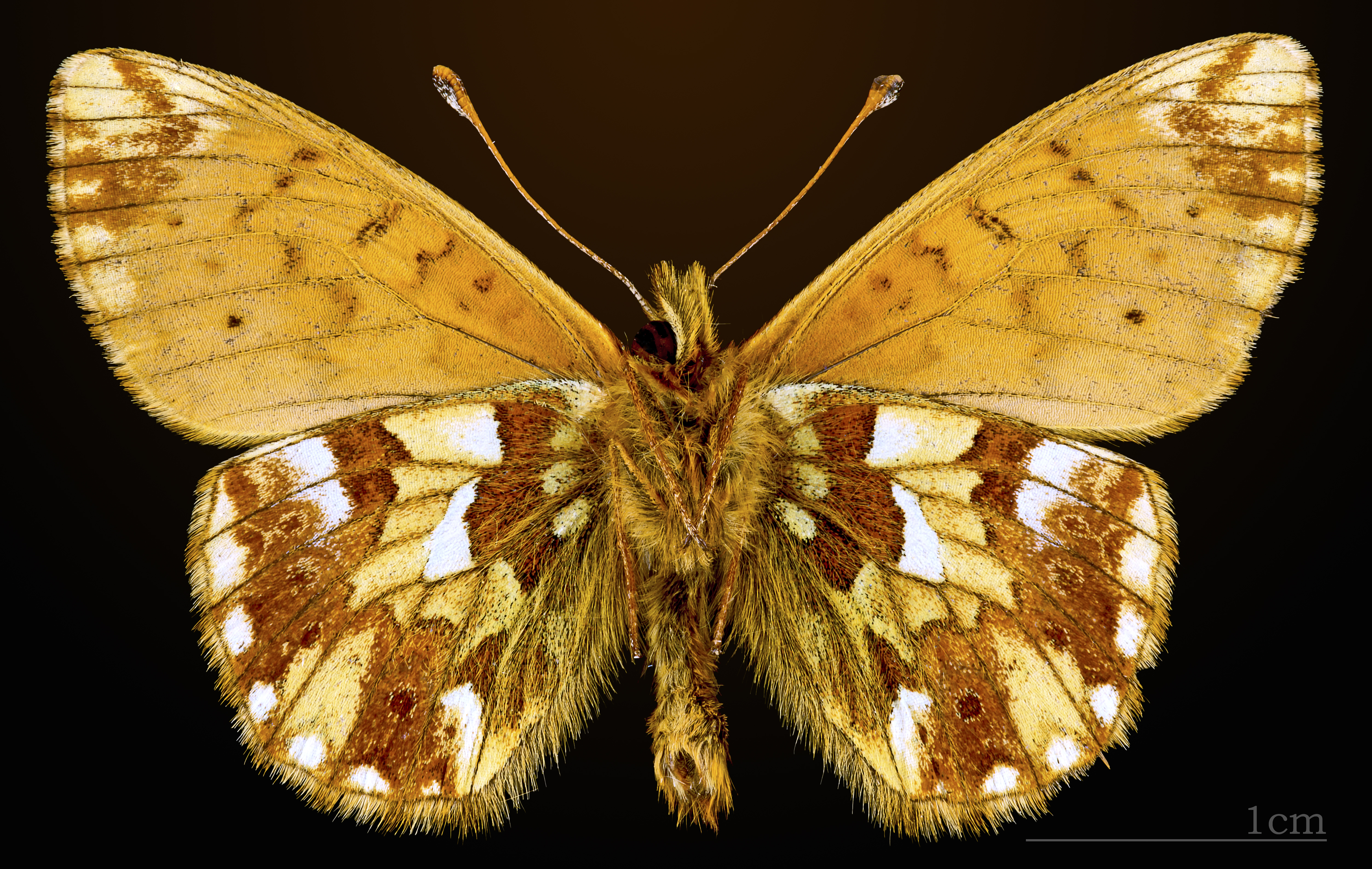
♂ △
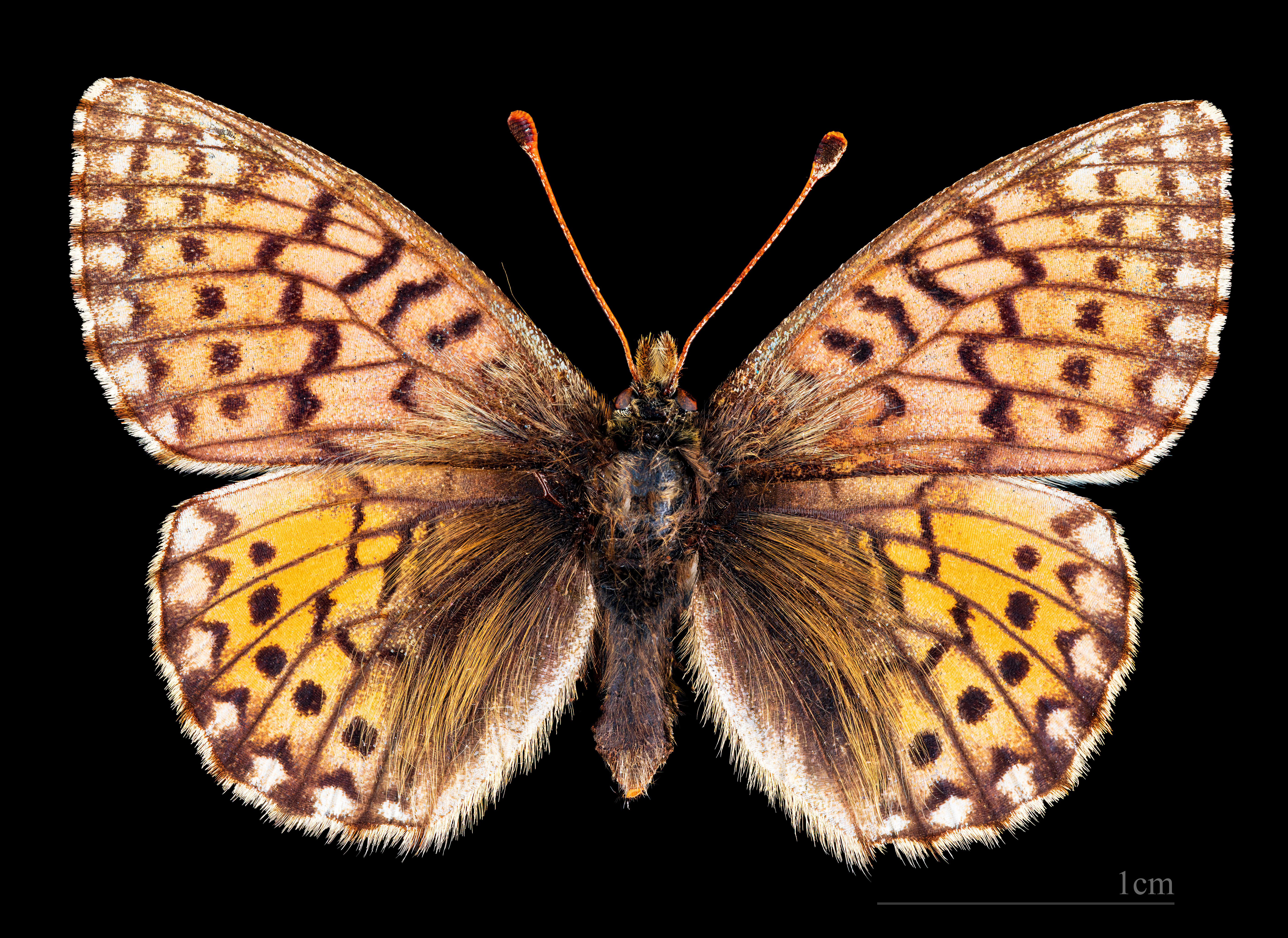
♀
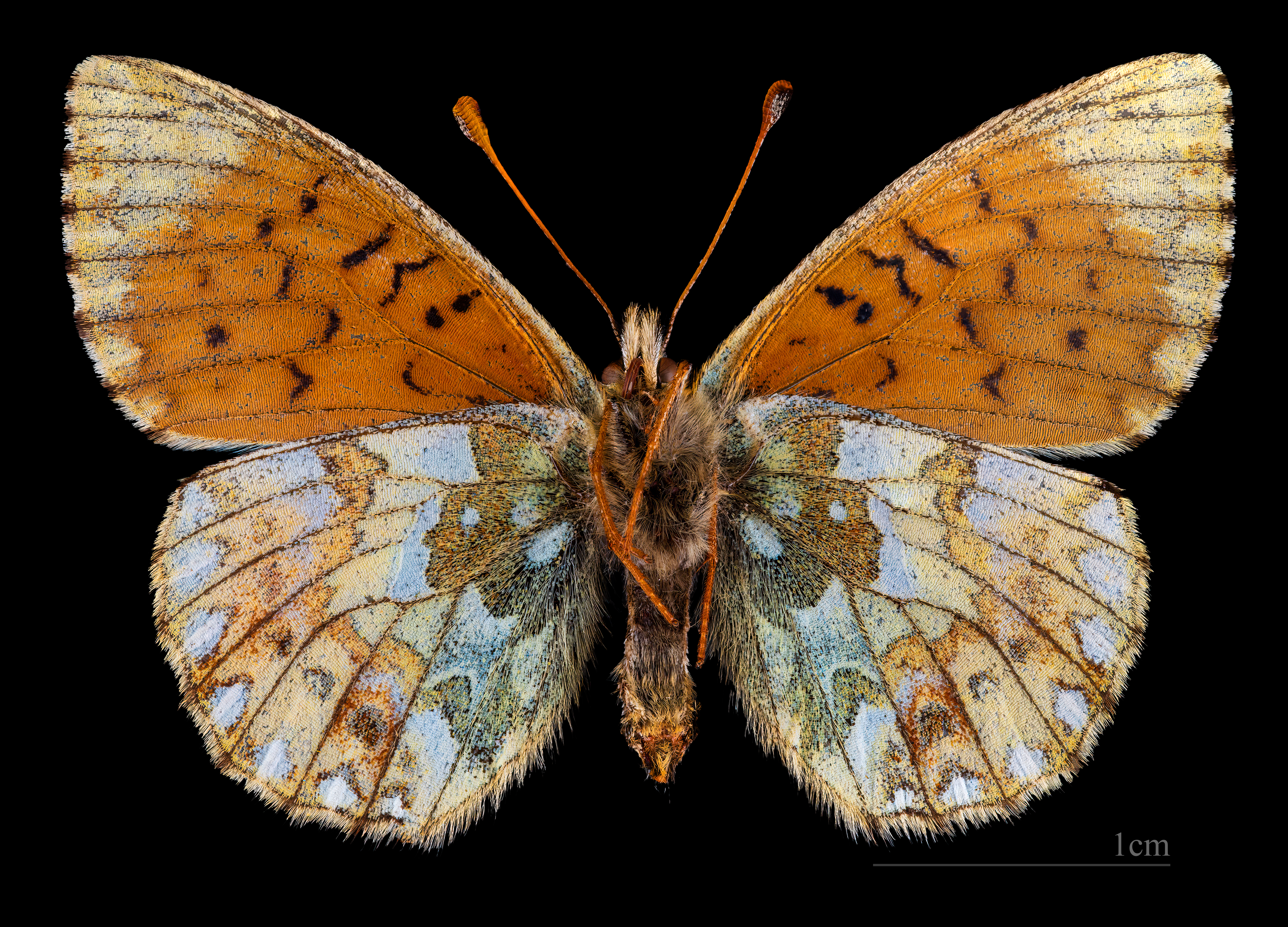
♀ △